# Jerônimo Monteiro
Jerônimo Monteiro é um município brasileiro do estado do Espírito Santo. Está localizado na região central do sul do estado, sendo o sexto menor município em extensão territorial do Espírito Santo.
Sua população estimada em 2010 era de 10.879 habitantes. O município apresenta terreno acidentado, com pouca área plana, tendo o seu ponto culminante o Monte Serro, com os seus 970 metros de altitude e se destaca por ser um dos maiores produtores de laranja e café do estado.